# Mohammad Reza Golzar
Mohammad Reza Golzar (in persiano محمدرضا گلزار‎; Teheran, 21 marzo 1977) è un modello, cantante, chitarrista e attore iraniano.

## Biografia
Golzar collabora sporadicamente con registi noti del panorama cinematografico persiano nei momenti di pausa concessi dalla sua carriera musicale all'interno del famoso gruppo Arian Band, di discreto successo in Iran.
Prima di debuttare nel mondo dello spettacolo ha studiato all'Università di Azad, dove si è laureato in ingegneria meccanica, classificandosi alla quinta posizione tra i migliori studenti universitari dell'intero paese.
Ha lavorato come chitarrista degli Arian Band negli anni '90, ma nel 2000 viene contattato dal regista Iraj Ghaderi proponentegli una parte importante Sam-o Nargess, e optando per la carriera da attore abbandona il gruppo musicale.
Guadagna notevole fama in patria partecipando come protagonista nei film Shaam-e Akhar, Zahr-e, Asal e Boutique.

## Filmografia
- Sam-o Narges, regia di Iraj Ghaderi (2000)
- Zamaneh, regia di Hamidreza Salahmand (2001)
- Balay shaher, payen shaher, regia di Akbar Khamin (2002)
- Shaam-e Akhar, regia di Fereydoon Jeyrani (2002)
- Zahr-e Asal, regia di Ebrahim Sheibani (2003)
- Boutique, regia di Hamid Nematolahi (2003)
- Cheshman-e siah, regia di Iraj Ghaderi (2003)
- Coma, regia di Arash Mooayerian (2004)
- Gol-e-Yakh, regia di Qiumarse Poorahmad (2005)
- Taleh, regia di Siroos Alvand (2006)
- Sham-e-Aroosi, regia di Ebrahim Vahidzadeh (2006)
- Atash bas, regia di Tahmineh Milani (2006)
- Kalagh Par, regia di Shahram Shah Hoseini (2007)
- Tofighe Ejbari, regia di Mohammad Hosein Latifi (2007)
- Majnoone Leili, regia di Ghasem Jafari (2008)
- Do Khahar, regia di Mohammad Banki (2008)